# Azucena Villaflor
Azucena Villaflor de De Vincenti (Avellaneda, província de Buenos Aires, 7 d'abril de 1924 - desapareguda, 10 de desembre de 1977) va ser una activista argentina, una de les fundadores de l'associació de les Madres de Plaza de Mayo, dedicada a buscar els desapareguts del terrorisme d'Estat a Argentina.

## Biografia
Azucena Villaflor procedia d'una família de classe obrera. La seva mare, Emma Nitz, la va donar a llum amb només quinze anys; el seu pare, Florentino Villaflor, en tenia 21 i treballava en una fàbrica de llana.
Als setze anys va començar a treballar com a telefonista en una empresa d'electrodomèstics. Allí va conèixer a Pedro De Vincenti, delegat sindical, amb qui es va casar el 1949 i amb qui va tenir quatre fills.

### Madres de la Plaza de Mayo
El 30 de novembre de 1976, vuit mesos després del començament de la dictadura militar que es va autodenominar "Procés de Reorganització Nacional", un dels fills d'Azucena Villaflor, Néstor, i la seva dona, Raquel Mangin, van ser segrestats. Villaflor va iniciar la seva recerca dirigint-se al Ministeri d'Interior i intentant demanar l'ajuda del militar Adolfo Tortolo, tot i que només va aconseguir parlar amb el seu secretari, Emilio Grasselli.
Durant aquestes gestions va conèixer altres dones que també estaven buscant parents desapareguts, i després de sis mesos d'infructuoses indagacions van decidir iniciar un seguit de manifestacions per donar publicitat al seu cas. El 30 d'abril de 1977 Villaflor i tretze mares més es van manifestar a la Plaza de Mayo, al centre de Buenos Aires, davant de la seu del govern, la Casa Rosada. Després de l'ordre militar de no aturar-se ni agrupar-se, i l'obligació de "circular", van decidir caminar al voltant de la plaça. La primera marxa va tenir lloc un dissabte i amb prou feines va tenir repercussió; la segona va ser un dijous i des de llavors es va convertir en costum realitzar-la tots els dijous al voltant de dos quarts de quatre de la tarda.

### Segrest, tortura i mort
El 8 de desembre Alfredo Astiz va denunciar una reunió a l'església de la Santa Creu, on es van segrestar cinc persones comptant-hi Teresa Careaga i María Ponce, ambdues mares de desapareguts, i la monja francesa Alice Domon. Azucena Villafor era a casa d'Emilio Mignone treballant amb l'esposa d'aquest i altres mares, molt espantades pel que havia passat, per acabar una llista amb els noms dels seus fills desapareguts. El dia 9 de desembre, Azucena i altres mares van lliurar els originals de la llista, els diners i les signatures necessàries per procedir a la seva publicació.
L'endemà, el 10 de desembre, Dia Internacional dels Drets Humans, els van publicar l'anunci en un diari. Aquella mateixa nit Azucena Villaflor va ser segrestada per un grup armat clandestí de l'Armada a la cantonada de casa a Sarandí, Avellaneda, Buenos Aires. La van colpejar per introduir-la en un cotxe, però ella es va tirar a terra i va cridar. Llavors la van tornar a colpejar. Segons alguns testimonis, va ser reclosa en el camp de concentració de l'Escola de Mecànica de l'Armada, ESMA, on hi operaven, entre d'altres repressors, Alfredo Astiz. La van portar a l'altell, el lloc on portaven els segrestats que mantenien amb més secret. Aquella mateixa nit va ser torturada i va tornar al calabós sense coneixement. Al cap de pocs dies, Azucena va ser assassinada al costat de les monges franceses i els altres segrestats a l'església de la Santa Creu.

### Aparició del cos i enterrament

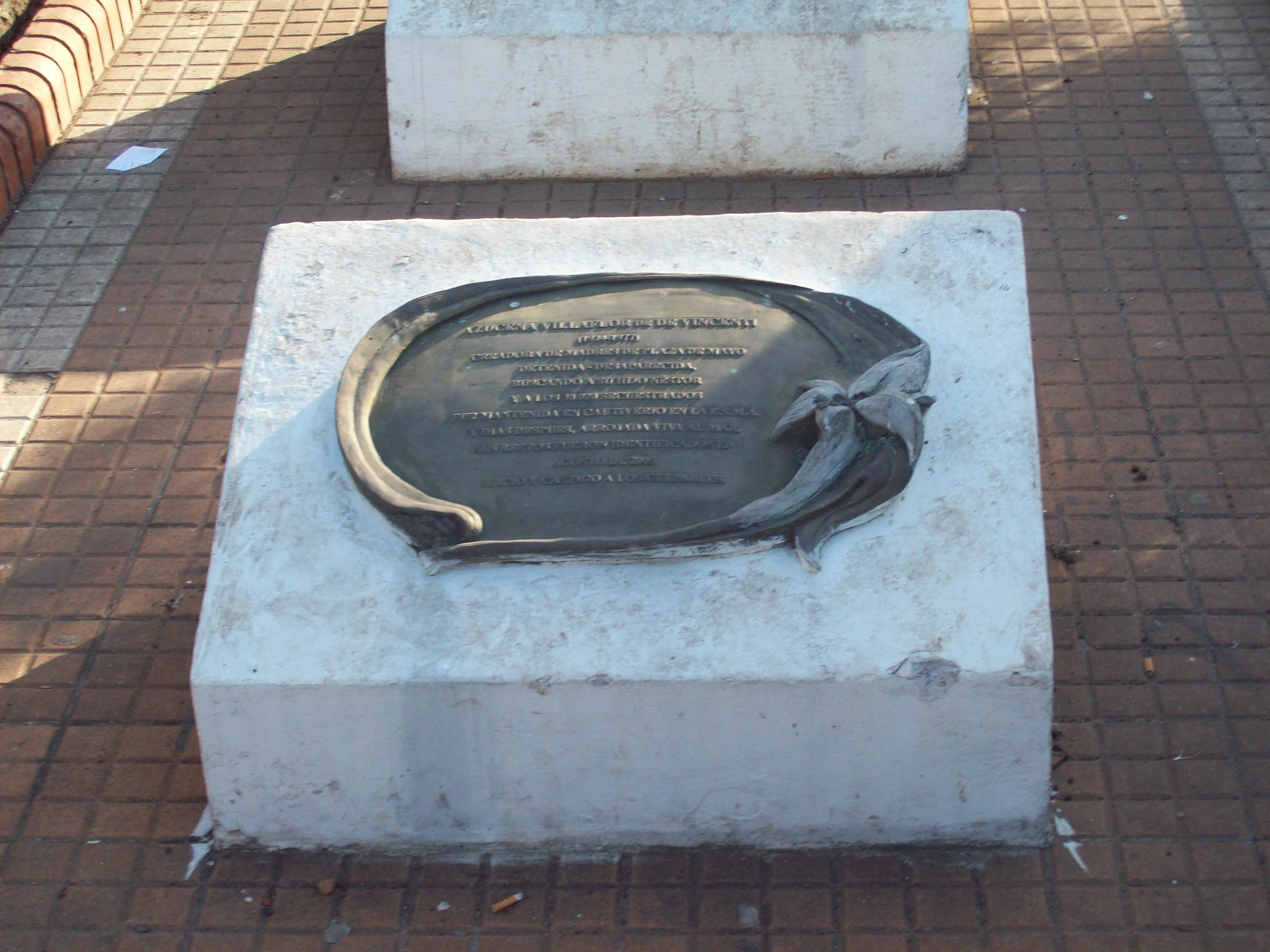
Cendres d'Azucena Villaflor, a la Piràmide de Mayo

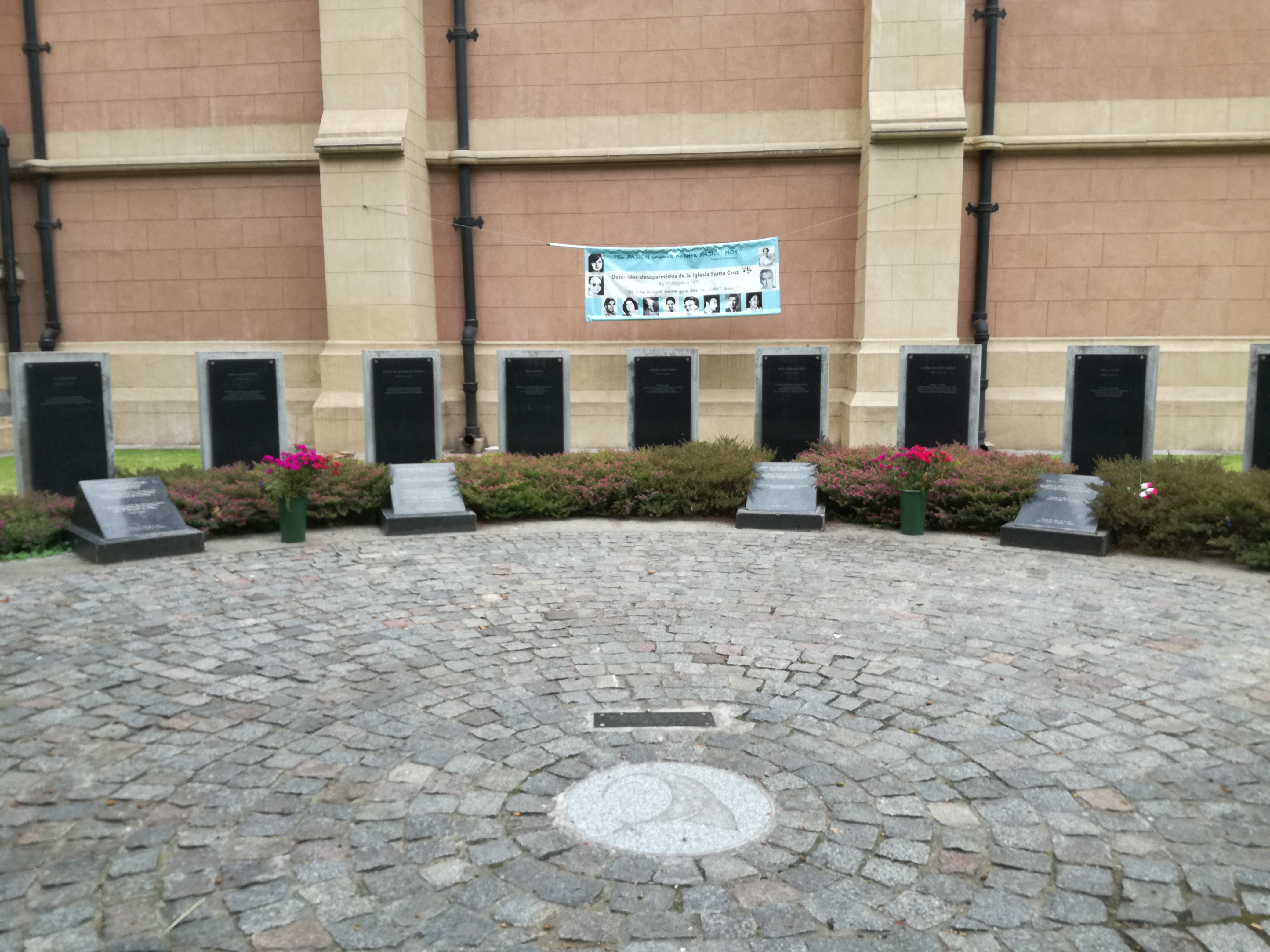
Solar de la Memòria a l'Església de la Santa Cruz, on es troben les restes d'Azucena Villaflor, i les de María Ponce, Esther Ballestrino i Léonie Duquet.

El 20 de desembre de 1977 van començar a aparèixer cadàvers provinents del mar a les platges de la província de Buenos Aires a l'altura dels balnearis de Santa Teresina i Mar del Tuyú. Els metges policials que van examinar els cossos van indicar que la causa de la mort havia estat "el xoc contra objectes durs des de gran altura", com indicaven el tipus de fractures òssies constatades, succeïdes abans de la mort. Sense fer més esbrinaments les autoritats locals van demanar immediatament que els cossos fossin enterrats com sense nom al cementiri de la ciutat de General Lavalle. Documents secrets del govern dels Estats Units desclassificats el 2002 proven que el govern nord-americà sabia des de 1978 que els cossos sense vida de les monges franceses Alice Domon i Léonie Duquet i les mares de la Plaza de Mayo Azucena Villaflor, Esther Ballestrino i María Ponce, havien estat trobades a les platges de Buenos Aires. Aquesta informació va ser mantinguda en secret i mai va ser comunicada als governs argentins.
La dada va ser extreta del Document Nº 1978-BUENOS-02346 dirigit pel llavors ambaixador dels Estats Units a l'Argentina, Raúl Castro, al Secretari d'Estat dels Estats Units, amb data del 30 de març de 1978 i esmenta com a objecte Informe sobre monges mortes. Textualment el document diu que "activistes dels drets humans van ser identificats entre els cossos a prop de la Bahía Blanca" i que aquests cossos corresponien a "monges que van ser segrestades per agents de seguretat argentins i en algun moment van ser transferides al poble de Junín, que es troba 150 milles a l'oest de Buenos Aries". "Dues monges i cinc mares (...) desaparegudes entre el 8 i el 10 de desembre del 1977 (...) van ser segrestades per membres de les forces de seguretat actuant sota el seu ampli mandat contra terroristes i subversius".
El 1984 en el marc de la investigació de la CONADEP i del Judici a les Juntes es van realitzar excavacions al cementiri de General Lavalle i s'hi van trobar una gran quantitat de restes òssies provinents dels cadàvers trobats a les platges de Sant Bernat i Lucila del Mar. Aquestes restes van ser utilitzades en el judici a les Juntes i guardades després en 16 bosses. A partir de llavors el jutge Horacio Cattani va començar a acumular causes sobre desapareguts. Malgrat les lleis de Punt Final i Obediència Deguda que van paralitzar les investigacions, Cattani va acabar acumulant un arxiu de 40 metres quadrats on va conservar totes aquestes proves.
En 2003 l'intendent de General Lavalle va informar que s'havien localitzat noves tombes sense noms en el cementiri de la ciutat. El jutge Cattani va ordenar llavors realitzar noves excavacions amb l'Equip Argentí d'Antropologia Forense (EAAF), i descobriren dues línies de tombes, una per sobre de l'altra. Es van descobrir així 8 esquelets, 5 corresponents a dones, 2 corresponents a homes i un, classificat com a GL-17, que es va definir com probablement masculí. Cattani va enviar els ossos al laboratori d'Inmunogenètica i Diagnòstic Molecular (LIDMO) de Còrdova, pertanyent al EAAF. Els resultats del laboratori van ser determinant que les restes pertanyien al grup de segrestats entre els dies 8 i 10 de desembre de 1977. El 8 de juliol de 2005 el jutge Cattani va rebre l'informe establint que unes de les restes individualitzades pertanyien a Azucena Villaflor.

### Llegat
Les restes de Villaflor van ser incinerades i les seves cendres enterrades als peus de la Piràmide de Mayo, al centre de la Plaza de Mayo, el 8 de desembre de 2005, al final de la vint-i-cinquena marxa de resistència de les Mares. Els seus fills supervivents van escollir el lloc.
El 1997, l'historiador Enric Arrosagaray va publicar una biografia d'Azucena Villaflor titulada Els Villaflor d'Avellaneda.
El 2003 va constituir-se el premi anual "Azucena Villaflor de Devincenti", destinat a reconèixer els ciutadans i entitats amb una trajectòria destacada en defensa dels drets humans.
Diversos carrers i escoles de l'Argentina porten el nom d'Azucena Villaflor.